# 익스프레스 넷 항공
익스프레스 넷 항공(영어: Express.Net Airlines)은 미국의 화물 항공사로 본사는 미국 플로리다주 네이플스에 위치해 있으며 1972년에 설립했다. 허브 공항으로 네이플스시 공항이 있다.

## 보유 기종
- 2012년 3월 기준으로 익스프레스 넷 항공은 다음과 같은 기종을 보유하고 있다.[1]

| 기종                 | 대수 |
| -------------------- | ---- |
| 보잉 727-100F        | 1    |
| 보잉 727-200F        | 5    |
| 에어버스 A300B4-200F | 9    |

## 같이 보기
- 미국의 없어진 항공사 목록